# Merostachys rondoniensis
Merostachys rondoniensis är en gräsart som beskrevs av Tatiana Sendulsky. Merostachys rondoniensis ingår i släktet Merostachys och familjen gräs. Inga underarter finns listade i Catalogue of Life.